# Acibelle de Gascogne
Acibelle de Gascogne († avant 905) est une comtesse d'Aragon au Xe siècle.
Elle est fille de Garcia II Sanche, comte de Gascogne et d'Amuna.
Elle épouse Galindo II Aznárez, comte d'Aragon et donne naissance à :
- Toda Galindez (es), mariée à Bernard Ier (es), comte de Ribagorce ;
- Redemptus, évêque ;
- Miron.